# Петрештій-де-Жос
Петрештій-де-Жос (рум. Petreștii de Jos) — село у повіті Клуж в Румунії. Входить до складу комуни Петрештій-де-Жос.
Село розташоване на відстані 305 км на північний захід від Бухареста, 22 км на південь від Клуж-Напоки.

## Населення
За даними перепису населення 2002 року у селі проживали 696 осіб. Рідною мовою 695 осіб (99,9%) назвали румунську.
Національний склад населення села:
| Національність | Кількість осіб | Відсоток |
| -------------- | -------------- | -------- |
| румуни         | 685            | 98,4%    |
| цигани         | 10             | 1,4%     |